# Amaurospiza
Amaurospiza este un gen de păsări mâncătoare de semințe din familia cardinalilor Cardinalidae, care se găsesc în America Centrală și de Sud.

## Taxonomie
Genul Amaurospiza a fost introdus de ornitologul german Jean Cabanis în 1861, specia tip fiind Amaurospiza concolor. Numele provine din greaca veche amauros, care înseamnă "întunecat", și σπίζα (spíza), un termen generic pentru păsările asemănătoare cintezelor. Acest gen a fost inclus anterior în familia Thraupidae. A fost mutat în familia cardinalilor Cardinalidae pe baza unui studiu filogenetic molecular publicat în 2007.
Următoarea cladogramă prezintă relațiile filogenetice din cadrul genului, astfel cum au fost stabilite de Juan Areta și colaboratorii săi în 2023.
|  | Amaurospiza aequatorialis                                                        |
|  |                                                                                  |
|  | \| \| Amaurospiza moesta \| \| \| \| \| \| Amaurospiza carrizalensis \| \| \| \| |
|  |                                                                                  |
|  | Amaurospiza moesta                                                               |
|  |                                                                                  |
|  | Amaurospiza carrizalensis                                                        |
|  |                                                                                  |

|  | Amaurospiza moesta        |
|  |                           |
|  | Amaurospiza carrizalensis |
|  |                           |

|  | Amaurospiza aequatorialis                                                        |
|  |                                                                                  |
|  | \| \| Amaurospiza moesta \| \| \| \| \| \| Amaurospiza carrizalensis \| \| \| \| |
|  |                                                                                  |
|  | Amaurospiza moesta                                                               |
|  |                                                                                  |
|  | Amaurospiza carrizalensis                                                        |
|  |                                                                                  |

|  | Amaurospiza moesta        |
|  |                           |
|  | Amaurospiza carrizalensis |
|  |                           |